# Sollevamento pesi ai Giochi della XXVI Olimpiade
Si sono svolte 10 gare, solamente maschili.
| Posizione | Paese          | Oro | Argento | Bronzo | Totale |
| --------- | -------------- | --- | ------- | ------ | ------ |
| 1         | Grecia         | 2   | 3       | 0      | 5      |
| 2         | Cina           | 2   | 1       | 1      | 4      |
| 3         | Russia         | 2   | 1       | 0      | 3      |
| 4         | Turchia        | 2   | 0       | 0      | 2      |
| 5         | Ucraina        | 1   | 0       | 1      | 2      |
| 6         | Cuba           | 1   | 0       | 0      | 1      |
| 7         | Germania       | 0   | 2       | 1      | 3      |
| 8         | Bulgaria       | 0   | 1       | 2      | 3      |
| 9         | Corea del Nord | 0   | 1       | 1      | 2      |
| 10        | Kazakistan     | 0   | 1       | 0      | 1      |
| 11        | Australia      | 0   | 0       | 1      | 1      |
| 11        | Ungheria       | 0   | 0       | 1      | 1      |
| 11        | Polonia        | 0   | 0       | 1      | 1      |
| 11        | Romania        | 0   | 0       | 1      | 1      |
| Totale    | Totale         | 10  | 10      | 10     | 30     |

## Pesi mosca (fino a 54 kg)
| Posizione | Atleta          | Paese    |
| --------- | --------------- | -------- |
|           | Halil Mutlu     | Turchia  |
|           | Zhang Xiangsen  | Cina     |
|           | Sevdalin Minčev | Bulgaria |

## Pesi gallo (54-59 kg)
| Posizione | Atleta           | Paese    |
| --------- | ---------------- | -------- |
|           | Tang Lingsheng   | Cina     |
|           | Leonidas Sabanis | Grecia   |
|           | Nikolaj Pešalov  | Bulgaria |

## Pesi piuma (59-64 kg)
| Posizione | Atleta            | Paese   |
| --------- | ----------------- | ------- |
|           | Naim Süleymanoğlu | Turchia |
|           | Valerios Leōnidīs | Grecia  |
|           | Xiao Jiangang     | Cina    |

## Pesi leggeri (64-70 kg)
| Posizione | Atleta        | Paese          |
| --------- | ------------- | -------------- |
|           | Zhan Xugang   | Cina           |
|           | Kim Myong-nam | Corea del Nord |
|           | Attila Feri   | Ungheria       |

## Pesi medi (70-76 kg)
| Posizione | Atleta               | Paese          |
| --------- | -------------------- | -------------- |
|           | Pablo Lara-Rodríguez | Cuba           |
|           | Joto Jotov           | Bulgaria       |
|           | Jon Chol-ho          | Corea del Nord |

## Pesi massimi-leggeri (76-83 kg)
| Posizione | Atleta          | Paese    |
| --------- | --------------- | -------- |
|           | Pyrros Dīmas    | Grecia   |
|           | Marc Huster     | Germania |
|           | Andrzej Cofalik | Polonia  |

## Pesi medio/massimi (83-91 kg)
| Posizione | Atleta          | Paese    |
| --------- | --------------- | -------- |
|           | Aleksej Petrov  | Russia   |
|           | Leōnidas Kokkas | Grecia   |
|           | Oliver Caruso   | Germania |

## Pesi massimi primi (91-99 kg)
| Posizione | Atleta             | Paese      |
| --------- | ------------------ | ---------- |
|           | Kakhi Kakhiashvili | Grecia     |
|           | Anatolij Chrapatyj | Kazakistan |
|           | Denys Hotfrid      | Ucraina    |

## Pesi massimi (99-108 kg)
| Posizione | Atleta         | Paese   |
| --------- | -------------- | ------- |
|           | Timur Tajmazov | Ucraina |
|           | Sergej Syrcov  | Russia  |
|           | Nicu Vlad      | Romania |

## Pesi super-massimi (Oltre i 108 kg)
| Posizione | Atleta          | Paese     |
| --------- | --------------- | --------- |
|           | Andrej Čemerkin | Russia    |
|           | Ronny Weller    | Germania  |
|           | Stefan Botev    | Australia |